# 2109 Dhôtel
2109 Dhôtel è un asteroide della fascia principale. Scoperto nel 1950, presenta un'orbita caratterizzata da un semiasse maggiore pari a 2,6914978 au e da un'eccentricità di 0,2606426, inclinata di 8,07831° rispetto all'eclittica.
L'asteroide era stato inizialmente battezzato 2109 d'Hotel per poi essere modificato in 2109 Dhotel e infine corretto nella denominazione attuale.
L'asteroide è dedicato al letterato francese André Dhôtel.